# Вільгельм II (німецький імператор)
Вільге́льм II (нім. Wilhelm II.; 27 січня 1859, Берлін, Прусське королівство — 4 червня 1941) — останній німецький імператор і прусський король (1888–1918). Представник німецької династії Гогенцоллернів. Син Фрідріха III. З 1890 року вів активну зовнішню політику за переділ колоній. Разом з іншими європейськими монархами сприяв розв'язанню Першої світової війни. Зрікся престолу внаслідок Революції (1918), яка повалила німецьку монархію. Виїхав до Нідерландів, де й помер.
У січні 1918 наполягав на підписанні мирного договору з Україною. 19.1(1.2).1918 Німеччина разом з іншими країнами Четверного союзу визнала Українську Народну Республіку незалежною державою. За Вільгельма ІІ між УНР і Німеччиною та її союзниками було укладено Берестейський мир 1918 року, який ратифікувала німецька сторона в липні 1918 року. 2 червня 1918 року Вільгельм ІІ визнав гетьманом України Павла Скоропадського. 6 вересня 1918 року в замку Вільгельмгоге відбулися переговори, в ході яких обговорювалися актуальні проблеми тогочасних українсько-німецьких відносин.

## Біографія

### Зовнішня політика
Понад усе відомий активною зовнішньою політикою Німеччини. При ньому отримала розвиток велика колоніяльна імперія Німеччини, яка виникла незадовго до його вступу на престол, що вилилось у воєнне зіткнення в Африці й Китаї. Прагнення кайзера створити військово-морський флот, що не поступався б міцністю флоту Британської імперії, було вкрай боляче прийнято в Лондоні й призвело до англо-американських перегонів морських озброєнь на початку XX століття.
Підтримка Вільгельмом експансивного курсу своєї головної союзниці, Австро-Угорської монархії, на Балканах та його покровительство Османській імперії викликали серйозне погіршення відносин із Російською імперією.
Суперечності між європейськими державами призвели, незважаючи на теплі особисті й родинні відносини Вільгельма з монархами Великої Британії та Росії, до Першої світової війни. Німеччина, позбавлена своїх колоній, була змушена вести тяжку війну на два фронти, економічне становище різко погіршилося. Поразка у війні (11 листопада 1918) збіглася з революцією у Німеччині, після якої Вільгельм зрікся престолу і покинув державу, оселившись у нейтральних Нідерландах.

### Соціальна політика
У часи правління Вільгельма II Німеччина відмовилася від дій Бісмарка на придушення соціалізму; закони Бісмарка проти соціалістів (1878–1890) перестали виконуватися, окреслилося деяке зближення влади з помірними соціал-демократами. Представники німецької соціал-демократії в 1914 році навіть підтримали початок Першої світової війни. Під час його правління було ухвалено такі соціальні реформи, як заборона роботи по неділях, заборона нічної роботи для жінок і дітей, заборона роботи для жінок в останні місяці вагітності та обмеження дитячої праці для дітей молодших за 14 років, що позитивно вплинуло на розвиток економіки країни.
Він говорив фр. «Je veux etre un roi des gueux» («Хочу бути королем бідних»): було затверджено прогресивний прибутковий податок (відсоткова ставка зростає зі зростанням доходів).

### Після зречення
За Версальським мирним договором 1919 року Вільгельма оголошено винуватцем війни, він підлягав суду Міжнародного трибуналу. Але уряд Нідерландів відмовився його видати, а держави-переможці не наполягали на видачі. До кінця своїх днів Вільгельм прожив у Нідерландах. 1920 року активно листувався з фельдмаршалом Паулем фон Гінденбургом, з яким мав дружні стосунки. Вільгельм вітав його прихід до влади у 1925 році. 1926 року прусський ландтаг повернув Вільгельмові його земельні володіння, втрачені в перебігу листопадової революції 1918 року.
Помер під час Другої світової війни, у садибі Дорн (неподалік Утрехта) в окупованих Німеччиною Нідерландах. Автор мемуарів «Події та постаті, 1878—1918».

## Погляди на нацизм
На початку 1930-х років Вільгельм, очевидно, сподівався, що успіхи німецької нацистської партії стимулюють інтерес до відновлення монархії, коли його старший онук стане новим кайзером. Його друга дружина, Герміна, активно зверталася до нацистського уряду від імені свого чоловіка. Однак Адольф Гітлер, сам ветеран імперської німецької армії під час Першої світової війни, не відчував нічого, крім презирства до людини, яку він звинувачував у найбільшій поразці Німеччини, і петиції були проігноровані. Вільгельм приймав Германа Герінга в Дорні, хоча й не довіряв Гітлеру.
Вільгельм також був приголомшений Кришталевою ніччю 9–10 листопада 1938 року, сказавши: «Я щойно пояснив свої погляди Ауві [Августу Вільгельму, четвертому сину Вільгельма] у присутності його братів. Він мав нахабність сказати, що згоден з єврейськими погромами і розуміє, чому вони відбулися. Коли я сказав йому, що будь-яка порядна людина охарактеризує ці дії як бандитизм, він виявився абсолютно байдужим. Він повністю втрачений для нашої родини». Вільгельм також заявив: «Мені вперше соромно бути німцем.»

## Сім'я
- Батько: Фрідріх III — другий німецький імператор і восьмий прусський король.
- Матір: Вікторія Саксен-Кобург-Готська
- Дружина: Августа-Вікторія, принцеса Шлезвіг-Гольштейн-Зондербург-Аугустенбурзька
- Сини:
  - Вільгельм
  - Айтель Фрідріх
  - Адальберт
  - Август Вільгельм
  - Оскар
  - Йоахим
- Донька: Вікторія-Луїза

## Нагороди

### Нагороди німецьких держав

#### Прусське королівство
- Орден Чорного орла з ланцюгом
  - орден (27 січня 1869)
  - ланцюг (1877)
- Орден Червоного орла, великий хрест (27 січня 1869)
- Орден Корони 1-го класу
- Королівський орден дому Гогенцоллернів, великий хрест з ланцюгом
- Князівський орден дому Гогенцоллернів, почесний хрест 1-го класу
- Жіночий хрест «За заслуги» (25 квітня 1892) — засновник нагороди.
- Орден Вільгельма (18 січня 1896) — засновник нагороди.
- Єрусалимський хрест (31 жовтня 1896) — засновник нагороди.
- Орден Заслуг Прусської Корони (18 січня 1901) — засновник нагороди.
- Залізний хрест 2-го і 1-го класу
- Pour le Mérite з дубовим листям (16 лютого 1915)
- Великий хрест Залізного хреста (11 грудня 1916)

#### Ангальтське герцогство
- Орден Альберта Ведмедя, великий хрест (1884)
- Військовий хрест Фрідріха (1914)

#### Велике герцогство Баденське
- Орден Вірності (1877)
- Орден Бертольда I особливого класу (28 липня 1877)
- Орден Церінгенського лева, великий хрест (28 липня 1877)
- Орден Військових заслуг Карла Фрідріха (1 листопада 1914)

#### Баварське королівство
- Орден Святого Губерта (1881)
- Військовий орден Максиміліана Йозефа, великий хрест (1 листопада 1914)

#### Брауншвейзьке герцогство
- Орден Генріха Лева, великий хрест (1881)
- Хрест «За військові заслуги» (1914)

#### Велике герцогство Гессенське
- Орден Золотого Лева (9 жовтня 1884)
- Орден Людвіга Гессенського, великий хрест (9 жовтня 1884)

#### Велике герцогство Мекленбург-Шверінське
- Орден Вендської корони, великий хрест з короною
- Хрест «За військові заслуги» 1-го класу (15 жовтня 1917)

#### Велике герцогство Ольденбурзьке
- Орден Заслуг герцога Петра-Фрідріха-Людвіга, великий хрест із золотою короною і ланцюгом (9 жовтня 1884)
- Військовий хрест Фрідріха-Августа (15 жовтня 1917)

#### Саксонське королівство
- Орден Рутової корони (28 липня 1877)
- Військовий орден Святого Генріха, великий хрест (22 жовтня 1944)

#### Вюртемберзьке королівство
- Орден Вюртемберзької корони, великий хрест (1877)
- Орден «За військові заслуги», великий хрест (11 листопада 1914)

#### Інші держави
- Орден дому Саксен-Ернестіне, великий хрест (1877)
- Орден Білого Сокола, великий хрест (Велике герцогство Саксен-Веймар-Айзенаське) (1877)
- Хрест «За заслуги у війні» (Саксен-Майнінгенське герцогство) (15 жовтня 1917)
- Ганзейський Хрест (Гамбург, Бремен і Любек) (15 жовтня 1917) — отримав 3 нагороди одночасно.
- Хрест «За військові заслуги» (Ліппе) (15 жовтня 1917)
- Хрест «За вірну службу» (Шаумбург-Ліппське князівство)

### Іноземні нагороди

#### Австро-Угорщина
- Королівський угорський орден Святого Стефана, великий хрест (1872)
- Військовий орден Марії Терезії, великий хрест (27 серпня 1914)
- Маріанський хрест

#### Болгарське царство
- Орден «Святий Олександр», великий хрест (28 липня 1877)
- Орден «Святі Кирило та Мефодій», великий хрест (1912)
- Орден «За військові заслуги», великий хрест (18 січня 1916)
- Орден «За хоробрість» 1-го класу з діамантами (11 жовтня 1917)

#### Італійське королівство
- Вищий орден Святого Благовіщення (1873)
- Орден Святих Маврикія та Лазаря, великий хрест (1873)
- Орден Святого Йосипа, великий хрест (9 жовтня 1884)
- Савойський військовий орден, великий хрест (8 вересня 1889)

#### Нідерланди
- Орден Нідерландського лева, великий хрест (28 липня 1877)
- Орден Віллема, великий хрест (8 вересня 1889)
- Орден Оранського дому, великий хрест (4 травня 1905)

#### Османська імперія
- Орден дому Османів (30 листопада 1898)
- Орден «Османіє» 1-го ступеня
- Орден Пошани (Османська імперія)
- Орден Слави (Османська імперія)
- Галліполійська зірка (15 жовтня 1917)

#### Португальське королівство
- Пояс двох веж
- Орден Вежі й Меча
  - великий хрест (9 жовтня 1894)
  - ланцюг (1 серпня 1888)

#### Румунське королівство
- Орден Зірки Румунії, великий хрест (28 липня 1877)
- Орден Корони Румунії, великий хрест (28 липня 1877)
- Орден Кароля I, великий хрест (1906)

#### Російська імперія
- Орден Андрія Первозванного (1872)
- Орден Святого Олександра Невського (1872)
- Орден Білого орла (1872)
- Орден Святої Анни 1-го ступеня (1872)
- Орден Святого Станіслава 1-го ступеня (1872)

#### Сербія
- Орден Таковського хреста, великий хрест (28 липня 1877)
- Орден Білого орла, великий хрест

#### Сіам
- Орден Корони Таїланду, великий хрест (28 липня 1877)
- Орден Королівського дому Чакрі (1897)

#### Норвегія-Швеція
- Орден Серафимів
  - орден (25 квітня 1878)
  - ланцюг (1 листопада 1888)
- Орден Святого Олафа, великий хрест з ланцюгом (1 серпня 1888)
- Орден Норвезького лева (27 січня 1904)
- Орден Вази, великий хрест з ланцюгом (30 липня 1909)

#### Британська імперія
У 1915 році позбавлений всіх британських нагород.
- Орден Підв'язки (27 січня 1877)
- Орден святого Джона (1888)
- Королівський Вікторіянський орден, почесний великий хрест (21 листопада 1899)
- Королівський Вікторіянський ланцюг (9 листопада 1902)

#### Інші держави
- Орден Золотого руна (Іспанія) (8 листопада 1875)
- Орден Південного Хреста, великий хрест (Бразилія) (28 липня 1877)
- Орден князя Данила I, великий хрест (Чорногорія) (28 липня 1877)
- Орден Слона (Данія) (28 листопада 1879)
- Орден Леопольда I, великий хрест (Бельгія) (9 жовтня 1884)
- Орден хризантеми з великою стрічкою (Японія) (9 жовтня 1884)
- Орден Святого Марина, великий хрест (Сан-Марино) (9 жовтня 1884)
- Великий орден Золотого Правителя, орденський ланцюг (9 жовтня 1900)
- Орден Визволителя, ланцюг (Венесуела) (4 травня 1905)
- Орден Спасителя, великий хрест (Греція)
- Великий хрест Честі й Відданості (Мальтійський орден)
- Орден Хреста Свободи, великий хрест (Фінляндія)

## Наукові звання
- Доктор юриспруденції Берлінського університету Фрідріха-Вільгельма
- Почесний доктор інженерних наук Вищої політехнічної школи Берліна
- Почесний доктор наук Клаузенбурзького університету
- Доктор цивільного права Оксфордського університету
- Почесний доктор права Пенсильванського університету
- Почесний доктор медицини Празького університету Карла